# Halectinosoma bodotriaensis
Halectinosoma bodotriaensis är en kräftdjursart som beskrevs av Michel Clément och Colin G. Moore 2000. Halectinosoma bodotriaensis ingår i släktet Halectinosoma, och familjen Ectinosomatidae. Arten är reproducerande i Sverige.